# 崖沙燕

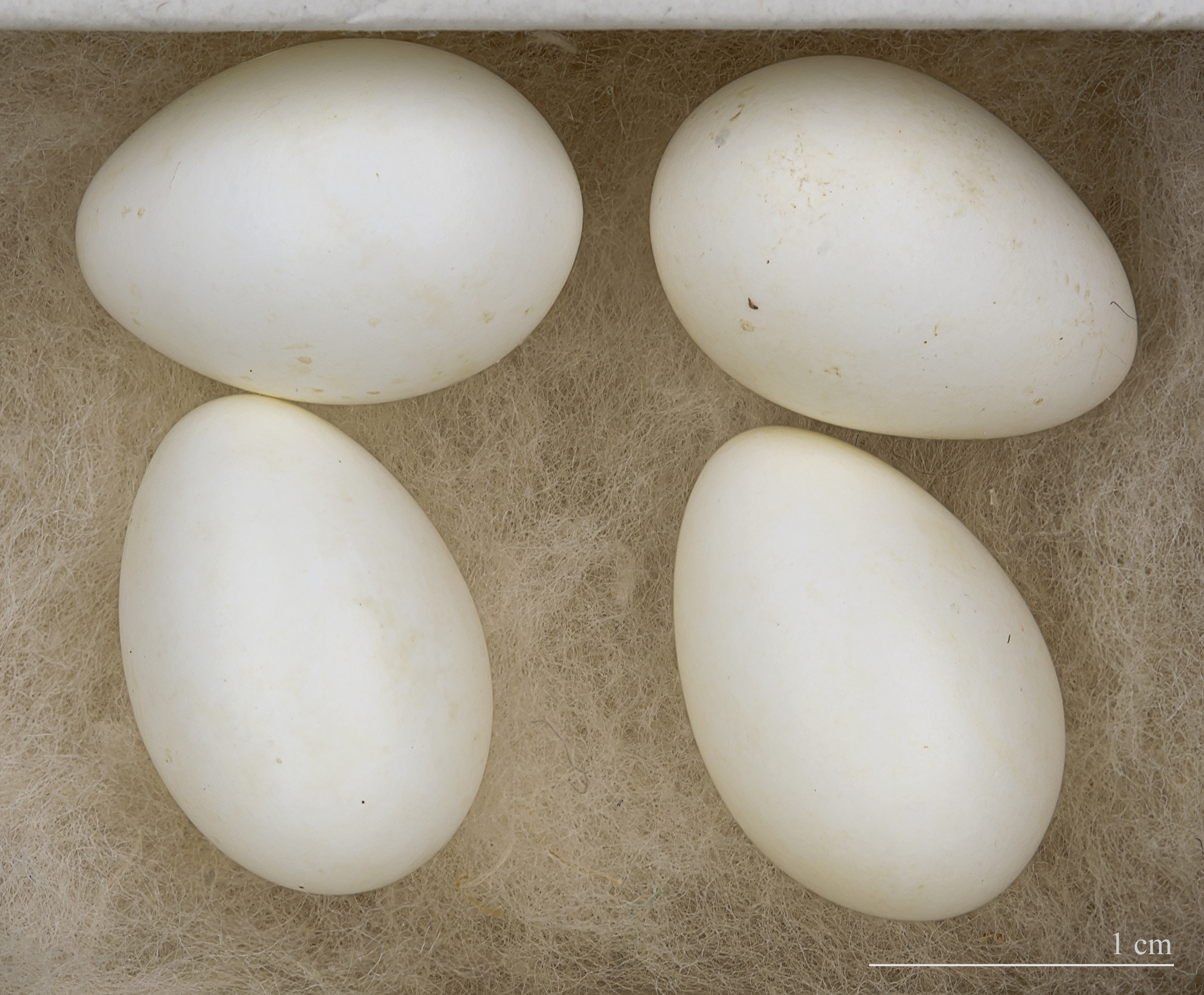
Riparia riparia

崖沙燕（学名：Riparia riparia）为燕科沙燕属的鸟类，俗名水燕子、土燕、崖沙燕。夏季分布範圍廣泛，幾乎涵蓋整個歐洲和地中海國家，並跨越古北界到達太平洋沿岸。這是一種全北界物種，也在北美洲發現。牠們的越冬地位於非洲東部和南部、南美洲以及印度次大陸。

## 分類學
此物種首次由卡爾·林奈於1758年在他出版的《自然系統》第十版Systema Naturae中描述，最初命名為Hirundo riparia；描述簡短為"H[irundo] cinerea, gula abdomineque albis" –「灰色的燕子，喉嚨和腹部為白色」– 並將模式產地簡單地標註為「歐洲」。 其種小名的意思是「河岸的」，來源於拉丁語單詞ripa，意思是「河岸」。
淡色沙燕，分布於印度北部和中國東南部，通常被視為一個獨立物種Riparia diluta。牠的上半身灰棕色較淡，胸部條紋較不明顯。冬季於巴基斯坦、印度南部和斯里蘭卡越冬。

## 亚种
- 崖沙燕新疆亚种（学名：Riparia riparia diluta）。分布于前苏联、蒙古、伊朗、巴基斯坦、印度以及中国大陆的新疆、内蒙古、东北、宁夏、青海、甘肃、西藏、四川、湖北、福建等地。该物种的模式产地在塔什干。[7]
- 崖沙燕福建亚种（学名：Riparia riparia fokienensis）。在中国大陆，分布于甘肃、四川、贵州、陕西、湖北、江苏、浙江、福建、广东等地。该物种的模式产地在福建邵武及福州。[8]
- 崖沙燕东北亚种（学名：Riparia riparia ijimae）。分布于亚洲东北部、从萨彦岭、到下通古斯、上勒拿、阿尔丹、勘察加、千岛群岛、外贝加尔、蒙古、北海道、阿拉斯加、冬季在中南半岛、菲律宾、加里曼丹以及中国大陆的内蒙古、东北、河北、山西、山东、江苏、广东、广西等地。该物种的模式产地在萨哈林岛，即库页岛。[9]
- 崖沙燕青藏亚种（学名：Riparia riparia tibetana）。分布于印度以及中国大陆的青海、西藏、四川等地。该物种的模式产地在澜沧江上游的达楚河。[10]

## 描述
灰沙燕上半身呈棕色，下半身為白色，胸部有一條窄窄的棕色條紋；嘴喙為黑色，腿部為棕色。幼鳥的覆羽和次級飛羽邊緣帶有棕褐色的尖端。  
其棕色背部、白色喉嚨、小型體型及快速顫抖的飛行方式，與相似的燕類如西方毛腳燕（Delichon urbicum）、美洲崖燕（Petrochelidon pyrrhonota）或其他沙燕屬物種區別明顯。唯一與之相似的為帶紋灰沙燕（Neophedina cincta），分布於撒哈拉以南非洲，但灰沙燕僅在（北部）冬季出現在該地區。  
尺寸測量:
- 長度: 4.7—5.5英寸（12—14 cm）
- 重量: 0.4—0.7 oz（11—20 g）
- 翼展: 9.8—13.0英寸（25—33 cm）

灰沙燕的鳥鳴在牠們飛行時持續不斷，當牠們在棲地落腳時，鳴聲變成低聲的交談音調。當隼、烏鴉或其他潛在捕食者接近時，牠們會發出刺耳的警報聲，召集群體驅逐入侵者。

## 分布
分布于亚洲、日本、朝鲜、前苏联、伊朗、阿富汗、巴基斯坦、越南、泰国、菲律宾、印度、孟加拉、缅甸，包括中国大陆的东北、内蒙古、河北、山西、山东、江苏、广东、广西、新疆、青海、甘肃、宁夏、四川、湖北、福建、西藏、贵州、陕西等地，主要栖息于河川、湖沼的泥沙滩上或其附近的岩石间以及常停栖在沼泽地、稻田、村镇道路旁的电线上。该物种的模式产地在瑞典。

## 生態
林奈早已提到該物種的繁殖習性：Habitat in Europae collibus arenosis abruptis, foramine serpentino—「牠們棲息於歐洲的陡峭沙丘中，挖掘蜿蜒的洞穴」。有觀察表明，灰沙燕特別偏好在黃土中築巢。 灰沙燕全年通常出現在河流、湖泊甚至海洋等大型水體附近。
在英國，灰沙燕是其家族中最早出現在繁殖地的物種，通常在三月底左右出現，略早於家燕。在美國俄亥俄州北部，牠們於四月中旬大批抵達，比一百年前提前了大約10天。 起初，牠們單獨在大型水體上方盤旋，尋找早期的蒼蠅。稍後牠們會與其他燕類一起活動，但根據天氣情況，牠們暫時會留在這些大型水域，並不立即返回巢穴。灰沙燕的遷徙時間較早，尤其是在北部棲地。到八月份，夜間棲地的集結數量大幅增加，然而過境鳥類的到來和離開使得數量變得極不穩定。到九月底，牠們幾乎完全離開了繁殖範圍。  
灰沙燕的食物主要是小型昆蟲，特別是搖蚊和其他其早期階段生活在水中的蒼蠅。  
灰沙燕在鳥群築巢習性上具有群居性；根據可用空間，從幾對到數百對鳥會聚集在一起築巢。牠們的鳥巢位於隧道末端，隧道長度從幾英寸到三或四英尺不等，通常挖掘在沙地或礫石中。巢穴本身由稻草和羽毛構成，位於洞穴的末端；巢穴很快會成為寄生蟲的溫床。每年五月中下旬，灰沙燕會產下四至五顆白色的鳥蛋，除最北部的繁殖地外，第二窩幼鳥的繁殖是常見的。  
全球來看，灰沙燕並不罕見，被國際自然保護聯盟（IUCN）列為無危物種，但其數量正逐漸減少。 然而，牠們在某些國家和地區受到保護，因為部分種群因棲地喪失和破碎化而下降。在加拿大，由於過去40年加拿大灰沙燕種群減少了98%，牠們被列入聯邦瀕危物種法案（Species at Risk Act，SARA）中的瀕危物種名單。 牠們在加州被視為瀕危物種，該地的灰沙燕種群分布於薩克拉門托谷以及兩個沿海地區：阿諾努埃沃州立公園和方斯頓堡。

## 畫廊

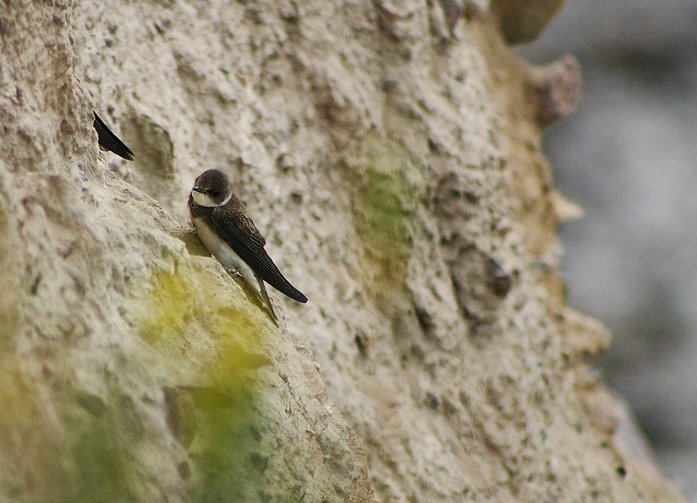
展示深色的胸部條紋
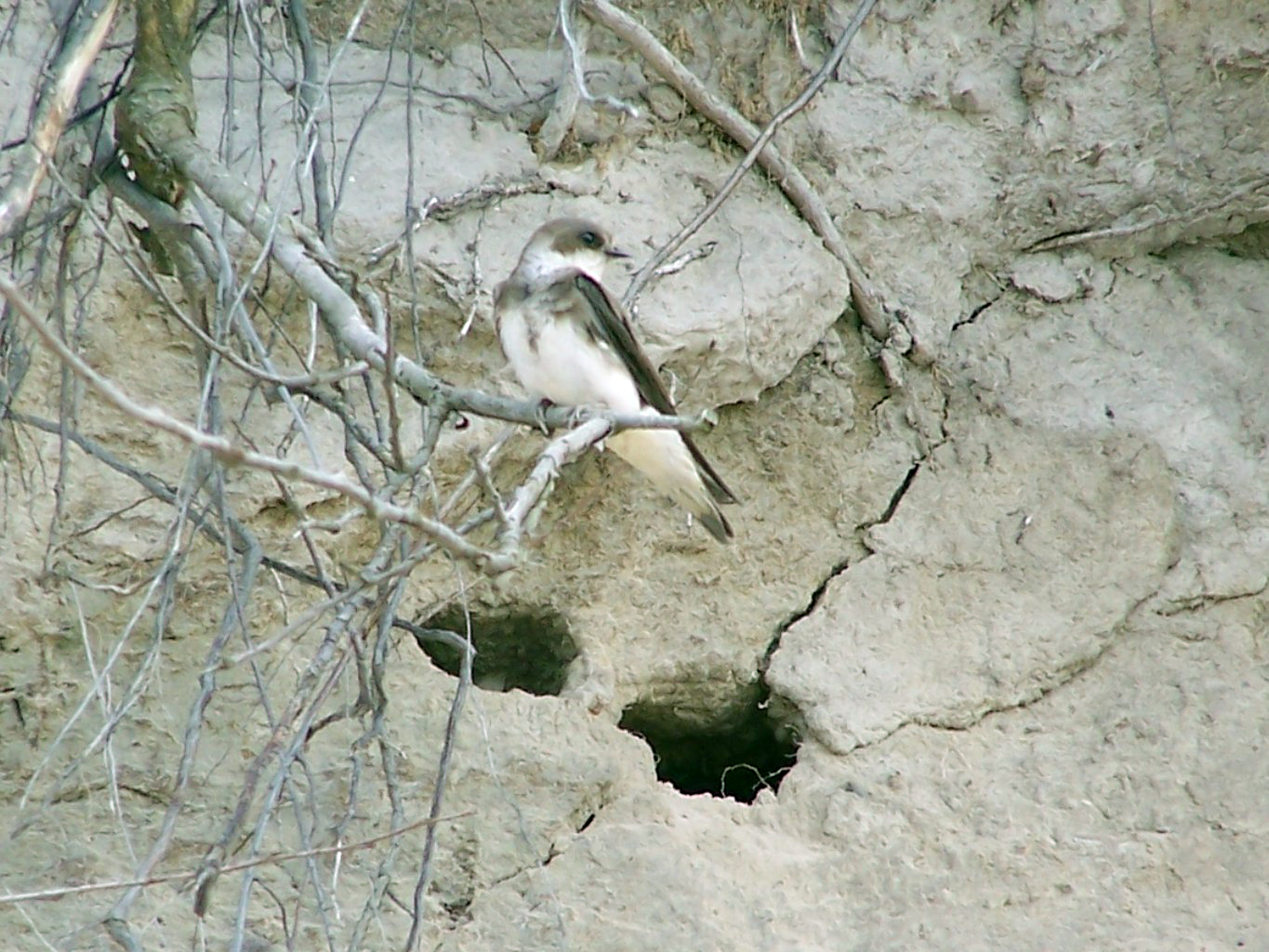
位於巢穴處的成鳥，濟夫諾維克, 波蘭
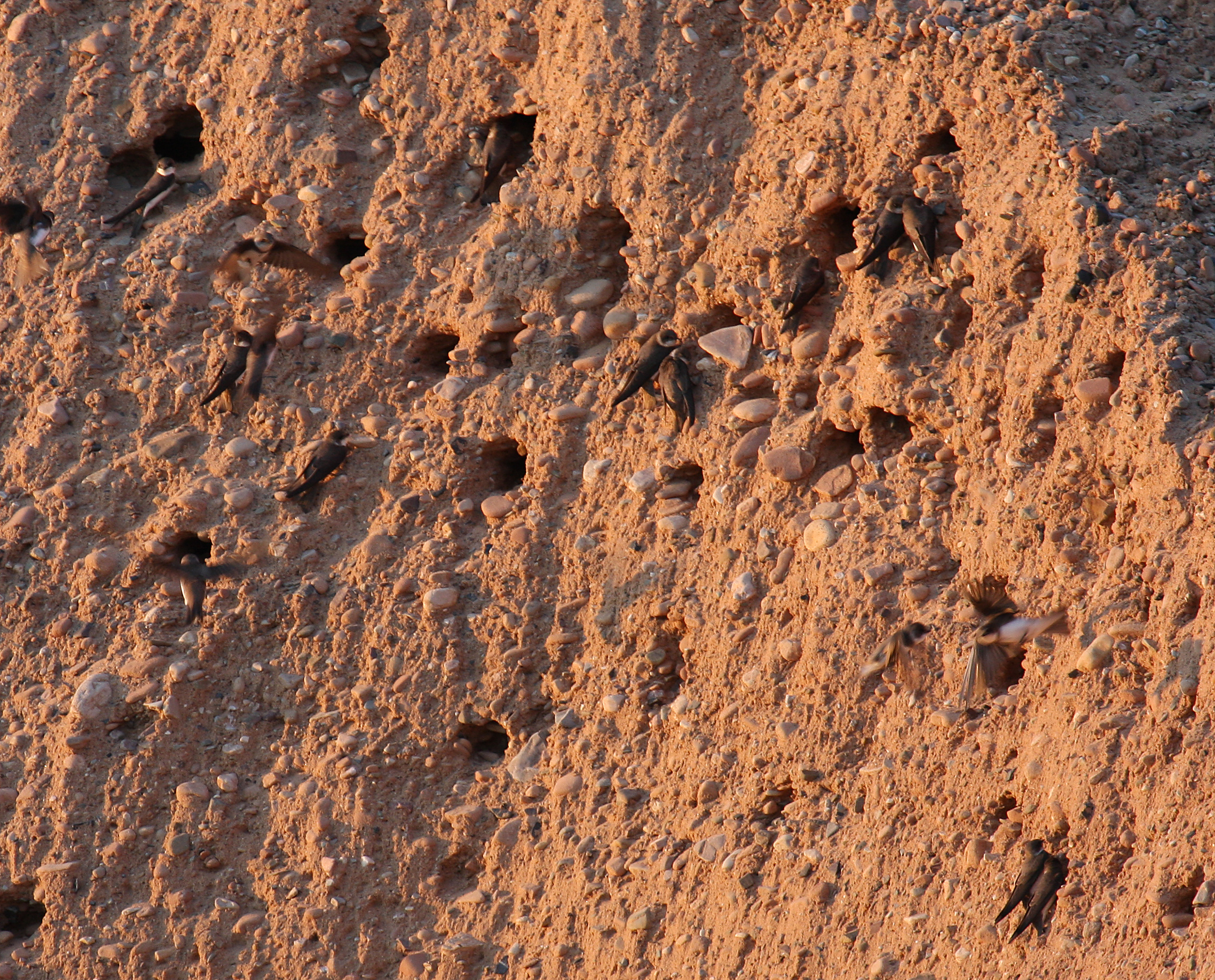
活躍的繁殖群落
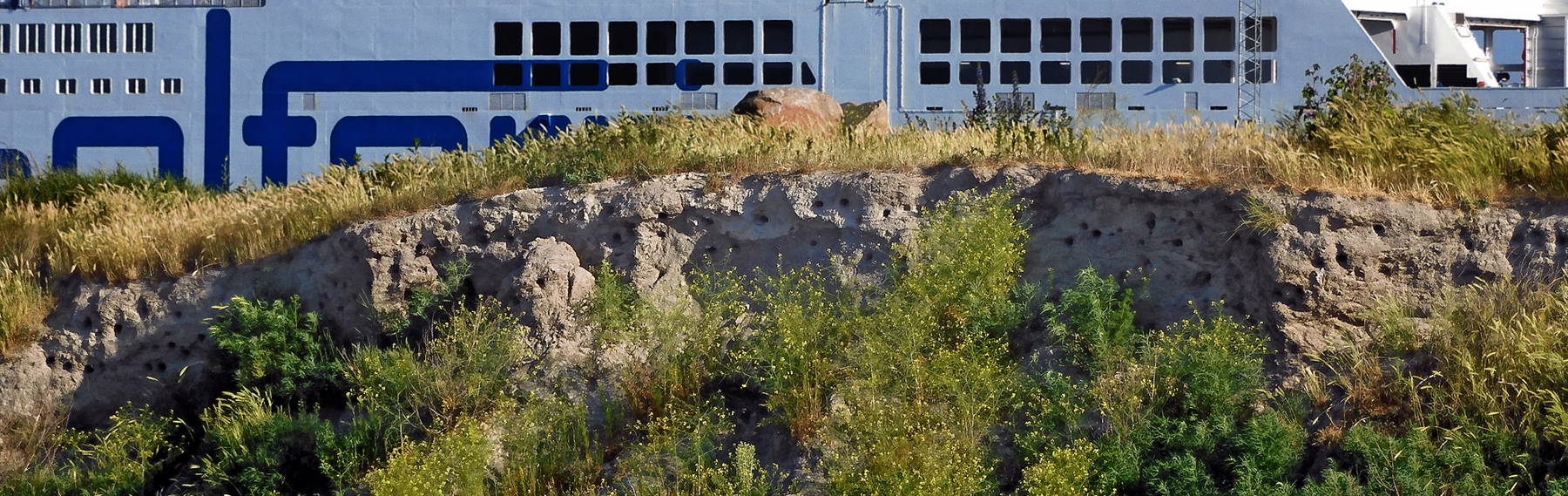
廢棄的繁殖群落
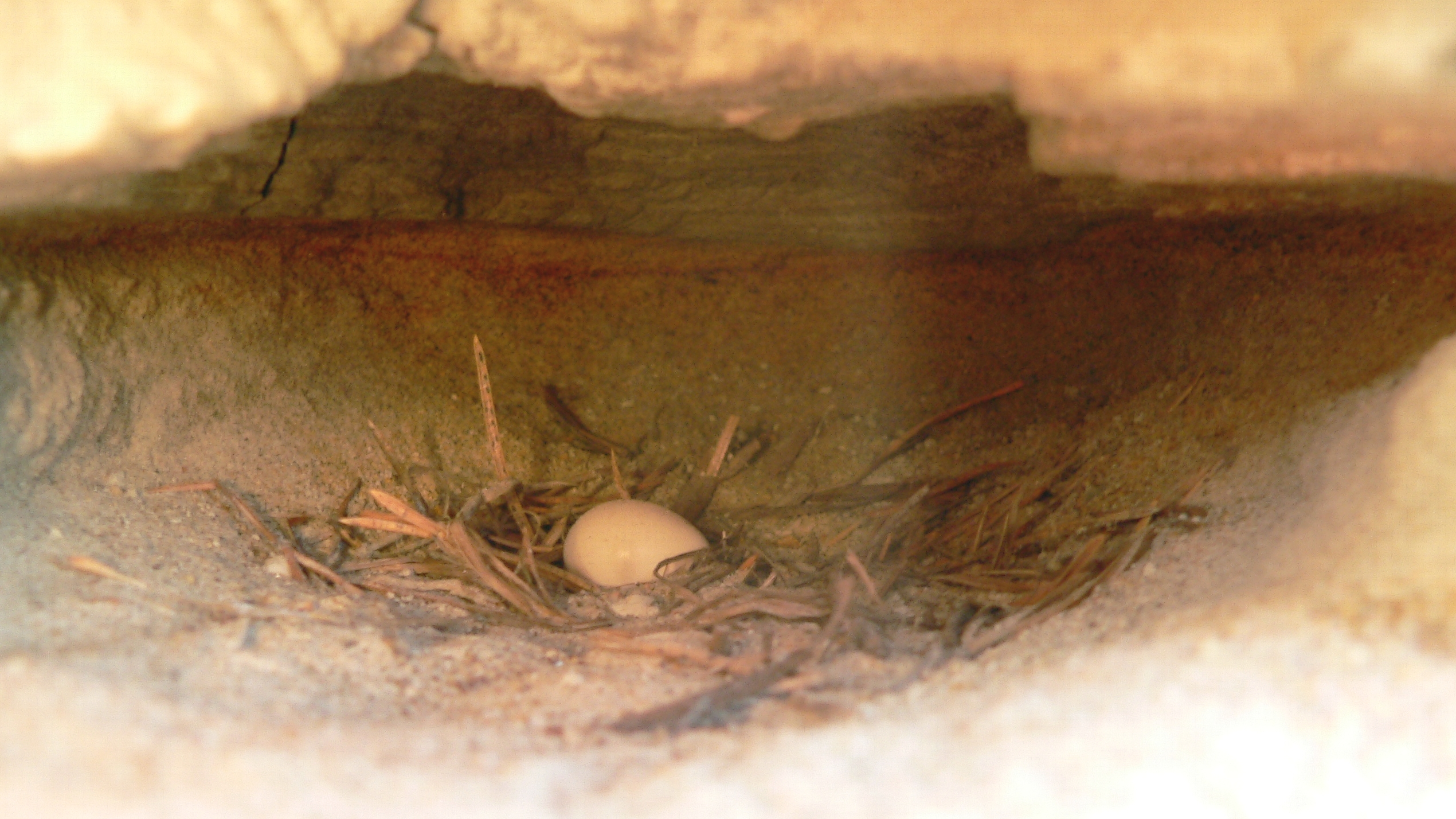
有蛋的巢
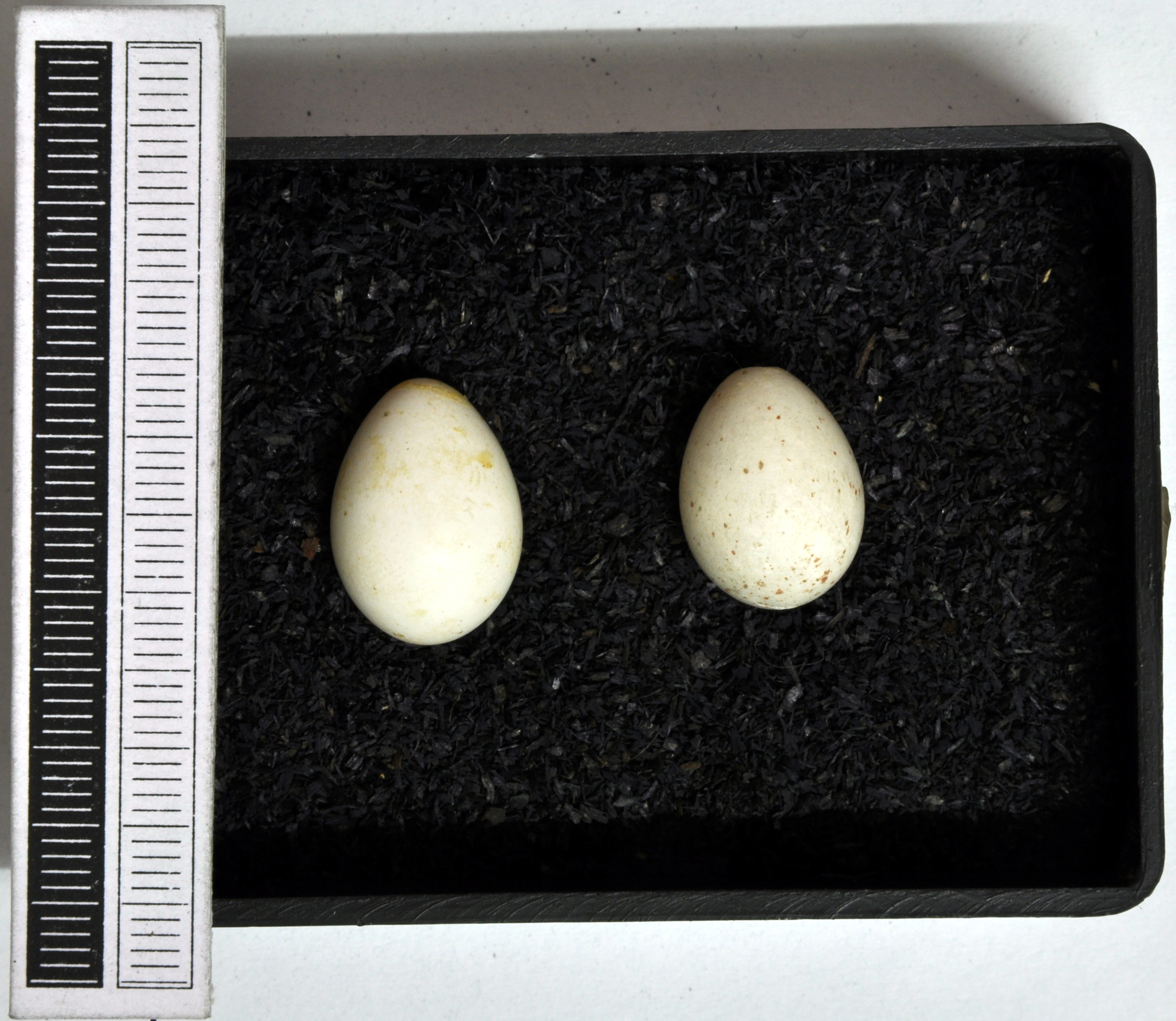
蛋, 收藏於威斯巴登博物館，德國